# Serie 1900 de CP
La serie 1900 se refiere a un tipo de locomotora, al servicio de la operadora Comboios de Portugal.

## Historia
En 1994, fecha en que se encontraban casi terminadas las obras de electrificación del Ramal do Pego, previéndose que estas locomotoras dejarían de asegurar la tracción, en sistema de unidad múltiple, de las composiciones de carbón entre el Puerto de Sines y a Central termoeléctrica de PEgo, fueron sustituidas por las locomotoras de la Serie 5600.

## Características

### Ficha técnica

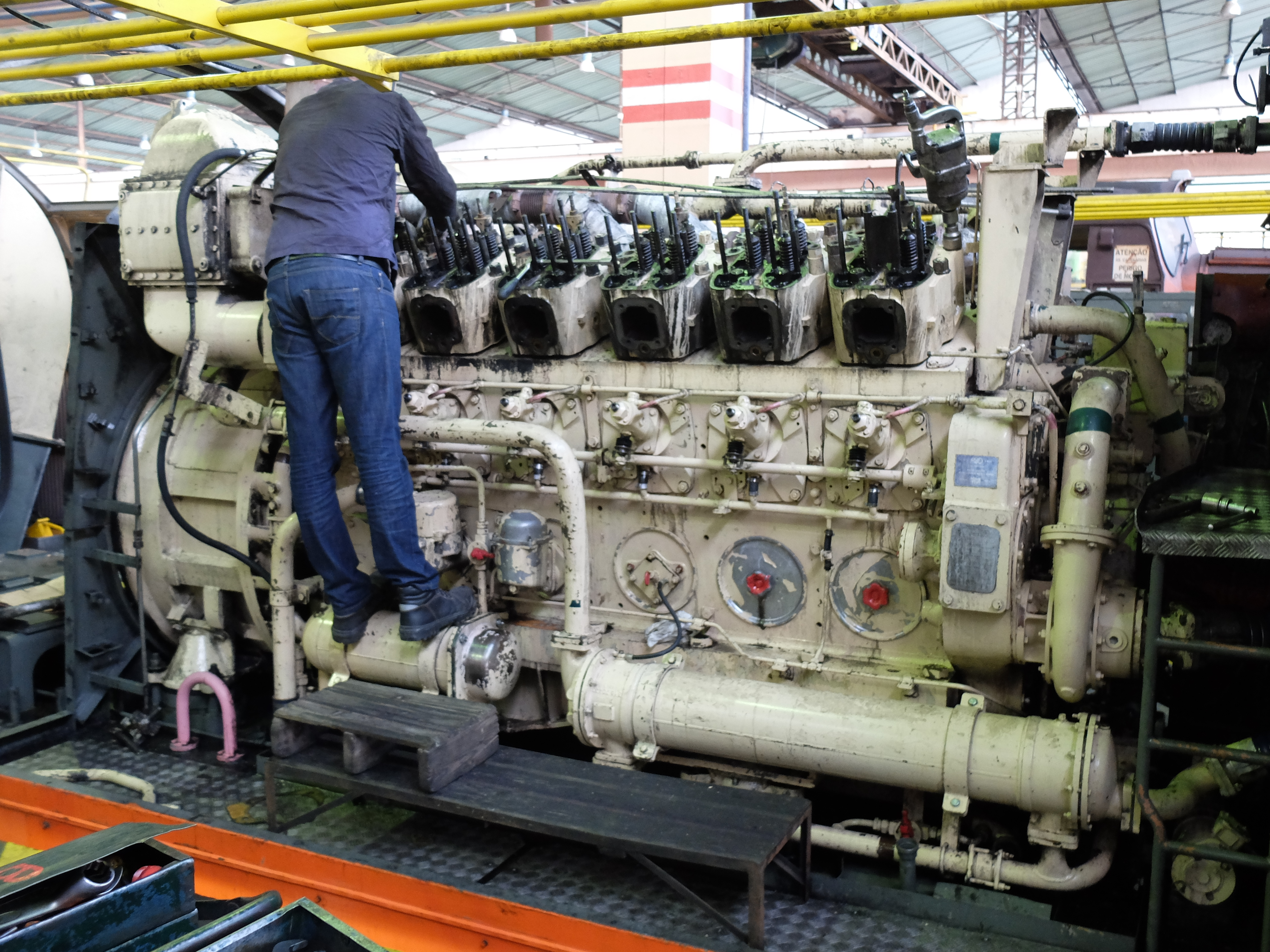
SACM AGO - V 12 DSHR (1909)

- Partes Mecánicas (fabricante): Sorefame
- Año de Entrada en Servicio: 1981
- Numeración UIC de la Serie: 9 0 94 1 221901 a 1913
- Nº de Unidades Construidas: 13
- Velocidad Máxima: 100 km/h
- Longitud (entre topes): 19,084 m
- Motores de Tracción (fabricante): S. A. C. M.
- Potencia (ruedas): 2260 cv
- Ancho de Via: 1668 mm
- Disposición de los ejes: Co' Co'
- Transmisión (fabricante): Alstom
- Freno (fabricante): Alsthom
- Tipo de locomotora (constructor): AD 30 C
- Diámetro de ruedas (nuevas): 1100 mm
- Número de cabinas de conducción: 2
- Freno neumático: Aire comprimido
- Areneros (número): 8
- Sistema de hombre muerto: Alstom
- Comando en unidades múltiples: Hasta 4
- Lubrificadores de verdugos (fabricante): Vogel
- Registrador de velocidad (fabricante): Hasler
- Esfuerzo de tracción:
  - En el arranque: 39.600 kg
  - En reg. cont.: 25.600 kg
  - Velocidad correspondiente al régimen continuo: 23,2 km/h
  - Esfuerzo de tracción a la velocidad máxima: 6160 kg
- Pesos (vacío) (T):
  - Motor diésel: 12,00
  - Generador principal: 3,80
  - Motor de tracción: 6 x 3,03
  - Bogies completos: 2 x 23,7
- Pesos (aprovisionamientos) (T):
  - Combustible: 4,882
  - Aceite del diésel: 0,500
  - Agua de refrigeración: 0,900
  - Arena: 0,768
  - Personal y herramientas: 0,200

Total: 7,250
- Pesos (total) (T):
  - Peso en marcha: 117
  - Peso máximo: 117
- Motor diesel de tracción:
  - Cantidad: 1
  - Tipo: AGO - V 12 DSHR
  - Número de tiempos: 4
  - Disposición y número de cilindros: V 12
  - Diámetro y curso: 240 - 220 / 230 mm
  - Cilindrada total: 152,11 t
  - Sobrealimentación: Si
  - Potencia nominal (U. I. C. 623): 3300 cv
  - Velocidad nominal: 1350 rpm
  - Potencia de utilización: 3000 cv
- Transmisión de movimiento:
- Tipo: 1 - Alternador AT 53; 6 motores TAO 659
  - Características esenciales: Suspensión por morro; ventilación forzada; relación de engranajes: 69:17
- Equipamiento de aporte eléctrico:
  - Constructor: No tiene
  - Características esenciales: No tiene

## Esquemas
Esquema de la versión con enganche Atlas:
Esquema de la versión con enganche estándar:

## Lista de material y condiciones en que se encuentran
- 1901 - pertenece a CP-Carga
- 1902 - pertenece a CP-Carga
- 1903 - pertenece a CP-Carga
- 1904 - pertenece a CP-Carga
- 1905 - pertenece a CP-Carga
- 1906 - varada en el GOB, sin motor
- 1907 - pertenece a CP-Carga
- 1908 - pertenece a CP-Carga
- 1909 - pertenece a CP-Carga
- 1910 - varada en el GOB, sin motor
- 1911 - pertenece a CP-Carga
- 1912 - pertenece en las maniobras del depósito de Campolide / comboio-socorro
- 1913 - pertenece a CP-Carga